# Placenta alfa microglobulina 1
Alfa 1 microglobulina placentaria(PAMG-1)  esta proteína fue aislada en 1975 en el líquido amniótico por el Dr. Petruin.

## Historia
La PAMG-1 está presente en sangre, en el flujo vaginal de la mujer embarazada y en el líquido amniótico. La concentración de PAMG-1 en el flujo vaginal es de 0,05 a 0,2 ng/ml, mientras que en el líquido amniótico es de 2.000 a 25.000 ng/ml.

## Potencial Diagnóstico
Dada la gran diferencia entre la concentración basal de PAMG-1 en el flujo vaginal y la que está presente en el líquido amniótico la PAMG-1 se perfila como un marcador proteico determinante en el diagnóstico preciso de la Ruptura de Membranas Fetales.
La Ruptura Prematura de Membranas Fetales (RPM) ocurre aproximadamente en un 10 por ciento de los embarazos y es una de las causas más frecuentes asociadas al parto prematuro y a complicaciones.
Las complicaciones más frecuentes como resultado de la Ruptura Prematura de Membranas son: infecciones, parto pretérmino, sufrimiento fetal, prolapso de cordón y abruptio placenta.

## Aplicación Diagnóstica
Actualmente, la capacidad de diagnóstico de la proteína PAMG-1 es utilizada por un test de inmunoensayo que emplea anticuerpos monoclonales para detectar la PAMG-1 (AmniSure ® Test). Este test detecta la presencia de PAMG-1 en el flujo vaginal por encima del umbral basal y determina la ruptura de membranas fetales con una eficacia de aproximadamente el 99%.